# Lukovec, Sevnica
Lukovec este o localitate din comuna Sevnica, Slovenia, cu o populație de 187 de locuitori.